# Fran Bubani
Fran De Castro Bubani (Belo Horizonte, Brasil, 1980) es una doctora en Ciencias de la Ingeniería que vive en la Argentina. Desde 2016 se dedica a la investigación como asistente en el CONICET, Argentina. Su campo de investigación son los metales no ferrosos. Estudia sobre aleaciones metálicas en la División Física de Metales del Centro Atómico Bariloche y es docente universitaria en el Instituto Balseiro. 
Luego de autopercibirse mujer, se convirtió en la primera investigadora visiblemente trans en la carrera de investigación del Consejo Nacional de Investigaciones Científicas y Técnicas (CONICET) de Argentina. Desde 2021 es parte de la Comisión asesora del Programa Nacional para la Igualdad de Géneros en Ciencia, Tecnología e Innovación.

## Biografía
Fran Bubani nació en la ciudad de Belo Horizonte, Brasil. Allí se crio y es donde inició la carrera de ingeniería para su formación de grado.
En 2004 inició su carrera en investigación, después de acceder a una beca de iniciación científica del Conselho Nacional de Desenvolvimento Científico e Tecnológico de Brasil.  En el año 2005 se graduó de Ingeniería Mecánica y 3 años después obtuvo su maestría de posgrado con orientación en materiales, en la Universidad Estatal de Campinas.
Luego realizó el doctorado en Ciencias de la Ingeniería en el Instituto Balseiro de Bariloche (Argentina), el cual terminó en 2014. Luego, con una beca posdoctoral se radicó en su país natal.
En 2015, con 35 años, comenzó su proceso de transición de género y en 2019, con 39 años, realizó el cambio de identidad en su DNI y se realizó una cirugía de reasignación de sexo.

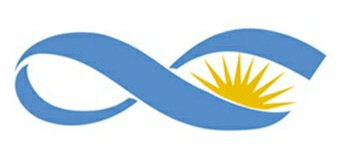
CONICET

En 2016, ganó un cargo en investigación como asistente del CONICET, en el Centro Atómico Bariloche de San Carlos de Bariloche (Argentina). Ya transitando la adultez, con una carrera establecida, viviendo en un país que cuenta con la legislación que necesaria, hizo su cambio legal. Para su transición, Bubani contó con apoyo institucional, local y nacional. El equipo de Diversidad Sexual e Identidades de Género de la Municipalidad de Bariloche la acompañó en todo el proceso y también la subsecretaría de Políticas de Diversidad del Ministerio de Mujeres, Género y Diversidad de la Nación. Se convirtió en la primera persona en la carrera de Investigador dentro de CONICET que realizó el proceso de cambio de género según su identidad autopercibida.
En sus roles dentro del activismo trans, forma parte del Grupo de Mujeres, Estudiantes y Trabajadoras del Centro Atómico de Bariloche, y del Grupo de Diversidad del Centro Atómico Bariloche, ámbitos de activismo y de contención para visibilizar las cuestiones relacionadas con el género.

## Trayectoria
Estudió Ingeniería Mecánica en la Universidad Federal de Minas Gerais, donde se graduó en 2005. Luego cursó la maestría en el área de materiales en la Universidad Estatal de Campinas . Al finalizar esos estudios decidió continuar su carrera académica, y en 2008 comenzó el Doctorado en Ciencias de la Ingeniería en el Instituto Balseiro de Bariloche, Argentina. Luego de obtener el título de Doctora, recibió una beca para realizar un posdoctorado, para cursar nuevamente en la Universidad Federal de Minas Gerais, en el departamento de Ingeniería Metalúrgica y Materiales.
En 2016 regresó a Argentina y desde entonces ocupa el Cargo de Investigadora Asistente en CONICET, en donde trabaja con aleaciones de materiales metálicos y el efecto memoria en el Centro Atómico Bariloche.
Desde el comienzo de su carrera, Bubani se interesó en la posibilidad de trabajar en los materiales con los que se fabrican las máquinas. Se especializó en aleaciones metálicas y su trabajo se enfoca en ver cuáles son los fenómenos que suceden en los materiales metálicos, con el objetivo de poder conocer como reaccionan ante determinadas condiciones para perfeccionar lo que no funcione bien en la aplicación del material en diferentes industrias, tales como la construcción civil, la automotriz, la industria aeroespacial y otras.
En mayo de 2021 se incorporó a la Comisión asesora del Programa Nacional para la Igualdad de Género en Ciencia, Tecnología e Innovación, en donde forma parte de un grupo de especialistas en género y ciencia que asesora al organismo dentro del Ministerio de Ciencia, Tecnología e Innovación de la Nación.